# Polypedilum clavistylus
Polypedilum clavistylus är en tvåvingeart som beskrevs av James E. Sublette och Sasa 1994. Polypedilum clavistylus ingår i släktet Polypedilum och familjen fjädermyggor.
Artens utbredningsområde är Guatemala. Inga underarter finns listade i Catalogue of Life.